# Robot & Frank
Robot & Frank (prt: Robot e Frank; bra: Frank e o Robô) é um filme estadunidense de 2012, dos gêneros comédia dramática e ficção científica, dirigido por Jake Schreier a partir de um roteiro de Christopher Ford. O filme é estrelado por Frank Langella, Susan Sarandon, Peter Sarsgaard, James Marsden e Liv Tyler.

## Sinopse
No futuro próximo, o ladrão de joias aposentado vive sozinho mas feliz, aproveitando a reforma. Preocupados com o fato de ele não conseguir viver sozinho, seus filhos decidem interná-lo em um asilo, mas, quando descobrem uma nova alternativa, mudam de ideia. Eles compram um robô falante que ajuda nas tarefas do dia-a-dia e é programado para ajudar no bem-estar do paciente.

## Elenco
- Frank Langella como Frank Weld
- Susan Sarandon como Jennifer
- Rachael Ma como Robô
  - Peter Sarsgaard como a voz do Robô
- James Marsden como Caçador Weld
- Liv Tyler como Madison Weld
- Caine Sheppard como Ryan
- Jeremy Strong como Jake
- Jeremy Sisto como Xerife Rowlings[6][7]
- Katherine Waterston como Vendedora
- Ana Gasteyer como Lojista
- Joshua Ormond como Flattop

## Recepção

### Resposta da crítica
No site agregador de críticas Rotten Tomatoes, 86% das 139 resenhas dos críticos são positivas, com uma classificação média de 7,1/10. O consenso do site diz: "Liderado por uma atuação brilhante do astro Frank Langella, Robot & Frank funciona tanto como um drama indie peculiar quanto como uma meditação inteligente e cuidadosa sobre o envelhecimento." O Metacritic, que usa uma média ponderada, atribuiu ao filme uma pontuação de 67 em 100, baseado em 33 críticos, indicando críticas "geralmente favoráveis".

### Prêmios
O filme ganhou o Prêmio Alfred P. Sloan no Festival Sundance de Cinema de 2012, empatando com o filme da Caxemira Valley of Saints.